# Los Llaneros de la Frontera
Los Llaneros de la Frontera es un grupo chileno de música ranchera. Originalmente fue un dúo conformado por los hermanos Carlos y Luis Huerta. En 2007, Luis deja la banda para formar Luchito Huerta y sus Llaneros.

## Discográfia
- {1986 México en el corazón}
- {1988 Viva México}
- {1990 Cruz de palo}
- {1992 Amiga de cantina}
- {1993 De padre desconocido}
- {1994 Hijo Ingrato}
- {1995 Llegó el ausente}
- {1996 Cuna Vacía}
- {1997 Mi Última Lágrima}
- {1998 Y siguen los éxitos}
- {1999 Gracias Chile}
- {2000 Sin Fronteras}
- {2001 13 Años}
- {2003 En la cima del Éxito}
- {2004 Grandes Éxitos en vivo}
- {2005 Prisionero de tus brazos}
- {2008 Me caiste del Cielo}
- {2009 Sangre prisionera}
- {2010 éxitos cumbias y rancheras}
- {2012 La Tragedia de Juan Fernández}
- {2013 el rodeo de los pobres}
- {2015 Le pido a Dios}
- {2017 Navidad de Un Niño Pobre}

## Influencias
Cultores del mismo ritmo de carácter norteño que han difundido también en nuestro país grupos como Los Hermanos Bustos o Los Reales del Valle. Los Llaneros de la Frontera confirman el arraigado interés de los chilenos por la música mexicana. El dúo mantiene una actividad intensa, que incluye la regular grabación de discos y una copada agenda de presentaciones en vivo. 

## Carrera discográfica
En diferentes etapas, también han sido Los Llaneros y Los Llaneros de San Bernardo. Los hermanos Huerta adoptaron el nombre Los Llaneros de la Frontera precisamente por la figura de que su trabajo se situaría justo entre Chile y Argentina. De esa manera, y con el tema Los huérfanos del riel como carta de presentación, debutaron con el disco México en el corazón en 1986.
En 2015 celebraron treinta años de carrera artística.

## Miembros
- Carlos Huerta, voz y guitarra (1986 – actualidad).
- Leonardo Fabián gatica, bajo (2007 – actualidad).
- Héctor Mallea Muñoz, guitarra (2007 – actualidad).
- Roberto Fuentes, guitarra (2007 – actualidad).
- José fuente, batería (2007 – actualidad).

## Exmiembros
- Luis Huerta, acordeón (1986 – 2007).
- Claudio Huerta, acordeón (1986 – 2007).